# 須之部量三
須之部 量三（すのべ りょうぞう、1918年2月15日 - 2006年2月14日）は、日本の外交官・外務事務次官・杏林大学名誉教授。東京府出身。

## 来歴
旧制浦和中学（浦和高校）、旧制静岡高校文科甲類（静岡大学）を経て、東京帝国大学法学部卒業。
1941年12月、外務省に入省。1950年ガリオア基金にて米国留学。経済局第四課長(イギリス連邦担当)、1955年在連合王国大使館一等書記官、1958年大臣官房人事課長、1961年条約局外務参事官、1964年在ソ連大使館参事官、1966年駐米公使、1968年外務省アジア局長。駐オランダ大使、駐インドネシア大使、駐韓国大使を経て、1981年に外務事務次官に就任した。1983年から1993年まで杏林大学の教授となり、その後名誉教授となった。竹島問題などについて『解決しないことをもって解決とする』と説いていた。

## 異例の人事
通常、事務次官は年次順に就任し、その後、大国または国連等の重要な国際機関に派遣される特命全権大使を務める慣例がある（事務次官#外務省における事務次官参照）。しかし、須之部は事務次官就任前、大国の一つである韓国の大使を務めており、前任の事務次官高島益郎は須之部より年次が2年も下だった。